# 松树乡 (雷波县)
松树乡，是中华人民共和国四川省凉山彝族自治州雷波县曾经下辖的一个乡。2020年6月，撤销松树乡，原松树乡所属行政区域为马颈子镇的行政区域。

## 行政区划
松树乡撤销前下辖以下地区：
西苏角村、猴儿沟村、姑妈甲谷村、哈洛窝村、康家村和松树村。